# Tháp Báo Thiên
Tháp Báo Thiên (chữ Hán: 報天塔), tên đầy đủ là Đại Thắng Tư Thiên Bảo Tháp (大勝資天寳塔), được xây năm 1057 ở Chùa Báo Thiên, nay là khu đất mé tây hồ Hoàn Kiếm, Hà Nội (khu đất thuộc phố Nhà Chung, gần Nhà thờ Lớn). Tháp này cao đến 20 trượng, có tất cả 12 tầng. Tầng trên cùng bằng đồng, những tầng dưới bằng đá và gạch.
Tháp được xếp vào một trong An Nam tứ đại khí, bốn vật báu của đất nước, mà ba vật quý giá khác là tượng Phật chùa Quỳnh Lâm, Vạc Phổ Minh và Chuông Quy Điền.

## Lịch sử
Tháp Báo Thiên đã được hai danh sĩ Phạm Đình Hổ, Nguyễn Án viết như sau trong sách Tang Thương Ngẫu Lục:
Cây "Tháp Đại Thắng Tư Thiên" tại chùa Báo Thiên dựng từ đời Lý Thánh Tông. Tháp này xây 12 tầng, cao mấy chục trượng… Khoảng năm Tuyên Đức nhà Minh, Đức Thái Tổ Hoàng đế tiên triều [Lê Lợi] tiến binh vây Đông Đô. Viên quan giữ thành là Thành-sơn-hầu Vương Thông phá hủy cây tháp [lấy vật liệu] chế ra sung đồng để giữ thành [1414]. Tiên triều nhân nền cũ, đắp các núi đất phủ lên trên … Năm Giáp dần [1791] lại cho đào lấy những gạch đá ở nền tháp cũ để tu bổ thành lũy Thăng Long. Khi phá nền tháp thấy có tám pho tượng Kim Cương chia ra đứng bốn cửa, ngoài ra còn có tượng người tiên, chim muông, cả đến những giường ghế, chén bát, các thứ lặt vặt khác không kể xiết, toàn bằng đá.

## Kiến trúc

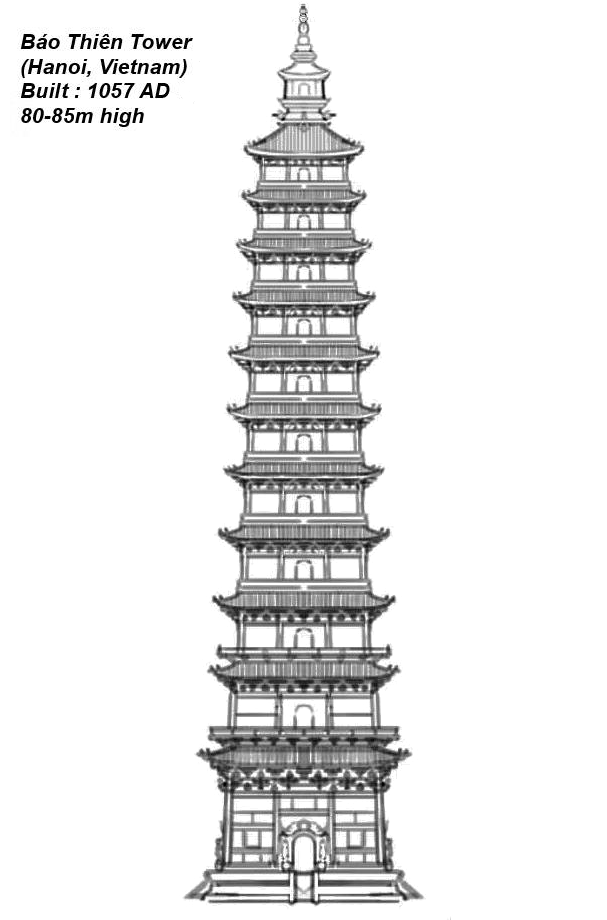
Tháp Báo Thiên

Sử ghi tháp cao 20 trượng chia thành 12 tầng. Đỉnh tháp bằng đồng. Thân tháp được xây bằng những hòn gạch hoa khắc những chữ Lý gia đệ tam đế, Long thụy Thái Bình [1054-1058], tứ niên tạo tức là "Đúc năm thứ tư niên hiệu Long thụy Thái Bình đời vua thứ ba triều nhà Lý".

## Tháp Báo Thiên trong thi văn
Phạm Sư Mạnh (thế kỷ 14), người Hải Dương, tiến sĩ đời vua Trần Minh Tông [1314-1329], đã làm bài thơ như sau về Tháp Báo Thiên:
| ĐỀ THÁP BÁO THIÊN Trấn áp đông tây củng đế kỳ Khuy nhiên nhất tháp độc nguy nguy Sơn hà bất động kình thiên trụ Kim cổ nan ma lập địa chùy Phong bãi chung linh thời ứng đáp Tinh di đăng chúc dạ quang huy Ngã lai dục thử đề thi bút Quản lãnh xuân giang tác nghiễn trì. | Bản dịch Trấn áp đông tây giữ đế kỳ Một mình cao ngất tháp uy nghi Chống trời cột trụ non sông vững Sừng sững ngàn năm một đỉnh chùy Chuông khánh gió đưa vang đối đáp Đèn sao đêm đến rực quang huy Đến đây những muốn lưu danh tính Mài mực sông xuân viết ngẫu thi. |